# Armadillidium pelionense
Armadillidium pelionense là một loài chân đều trong họ Armadillidiidae. Loài này được Strouhal miêu tả khoa học năm 1928.